# Квидзын (гмина)
Квидзын (пол. Kwidzyn) — сельская гмина (волость) в Польше, входит как административная единица в Квидзынский повет, Поморское воеводство. Население — 10 104 человека (на 2004 год).

## Демография
| Перепись                       | Всего   | Всего | Женщины | Женщины | Мужчины | Мужчины |
| ------------------------------ | ------- | ----- | ------- | ------- | ------- | ------- |
| Единицы                        | человек | %     | человек | %       | человек | %       |
| Население                      | 10 104  | 100   | 4921    | 48,7    | 5183    | 51,3    |
| Плотность населения (чел./км²) | 48,8    | 48,8  | 23,7    | 23,7    | 25      | 25      |

## Соседние гмины
1. Гмина Гардея
2. Гмина Гнев
3. Квидзын
4. Гмина Прабуты
5. Гмина Рыево
6. Гмина Садлинки

## Городище и Замок
Старинное прусское городище, занятое крестоносцами в 1233 году, в том же году получившее городские права. В 1285—1587 гг. Мариенвердер (Остров Святой Марии) был резиденцией епископов Помезании. В 1440 году здесь был образован Прусский союз для борьбы с крестоносцами. Несмотря на сильную германизацию в XIX веке, с начала XX века город был центром польской культуры, а в 1919 году здесь находилась штаб-квартира Варминского комитета по вопросам плебисцита. Замково-Кафедральный комплекс помезанного капитула (XIV—XV вв.) является ценнейшей достопримечательностью Квидзына. Крылья замка с угловыми башнями входили в состав его оборонительной системы. Главная башня, до настоящего времени доминирующая над всем замковым массивом, была одновременно колокольней. Особенностью замка является характерная санитарная башня 1384 года, называемая гданиском. Она расположена на расстоянии 54 метра от западного крыла замка и соединена с ним длинной пятипролётной галереей. Сейчас здесь находится Замковый музей.